# Salas Bajas
Salas Bajas est une municipalité de la comarque de Somontano de Barbastro, dans la province de Huesca, dans la communauté autonome d'Aragon en Espagne.

## Histoire
Le combat de Salas.

Le 22 janvier 1812 un détachement de la gendarmerie française qui escortait un convoi de bœufs a été attaqué par une troupe de cavaliers.

42 gendarmes tués, 14 blessés graves, 1 seul survivant.